# Medium perduto

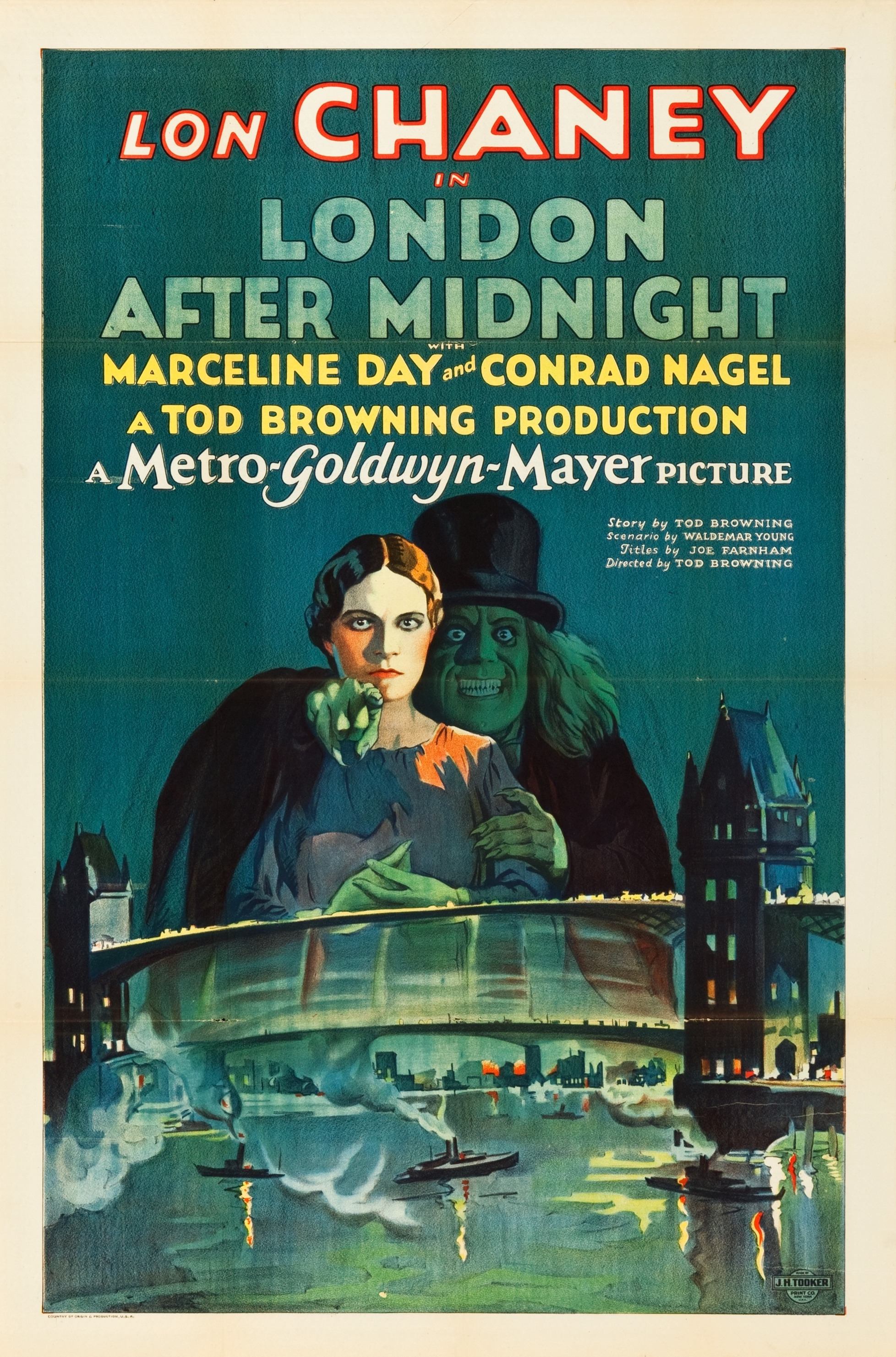
Locandina dell'uscita nelle sale del film perduto Il fantasma del castello, la cui ultima copia conosciuta fu distrutta nell'incendio del caveau della MGM del 1965.

Un medium perduto (plurale media perduti, in inglese lost media) è un medium che si ritiene sia stato dimenticato o non esista più in alcun formato.
Di solito il termine si riferisce a opere di tipo audio e video, mentre per i testi letterari si parla di opera perduta.

## Caratteristiche
Sono varie le motivazioni che portano alla perdita di determinati media. Indipendentemente dal fatto che siano visivi (libri  o Fanfiction) , audio (doppiaggi di cartoni di lingua straniera o tracce musicali) o audiovisivi (film, trasmissioni televisive e radiofoniche, musica, e videogiochi), i media possono andare perduti quando sono per loro natura difficili da reperire oppure in quanto vengono omessi e quindi archiviati o distrutti in quanto controversi o giudicati di scarsa qualità. Il termine si è anche esteso a quelle opere pubblicate ma senza informazioni del loro autore, quelle mai realizzate e che rimangono allo stato di bozza e ancora altre limitate al solo paese di origine.

L'accademica Nicolle Lamerichs afferma:
I media perduti hanno portato alla creazione di comunità su Internet dedicate al fenomeno.

### Nella musica
In ambito musicale si è diffuso il termine inglese lostwave (lett. "onda perduta"), che indica tutte quelle tracce senza informazioni riguardanti le loro origini. Un esempio molto celebre di lostwave è Subways of Your Mind dei tedeschi FEX della quale, per molti anni fino al 2024, non se ne conoscevano gli autori, il titolo e la data. Altro esempio celebre è un frammento di 17 secondi la cui paternità rimase ignota fino a quando alcuni utenti di Reddit scoprirono essere in realtà Ulterior Motives di Christopher e Philip Adrian Booth.

### Nei videogiochi
Il fenomeno dei media perduti sembra interessare specialmente i videogiochi, tanto che, secondo una stima della Video Game History Foundation, l'87% dei videogiochi usciti negli USA prima del 2010 non si possono più acquistare legalmente.